# Sint-Barbarabeeld (Heksenberg)

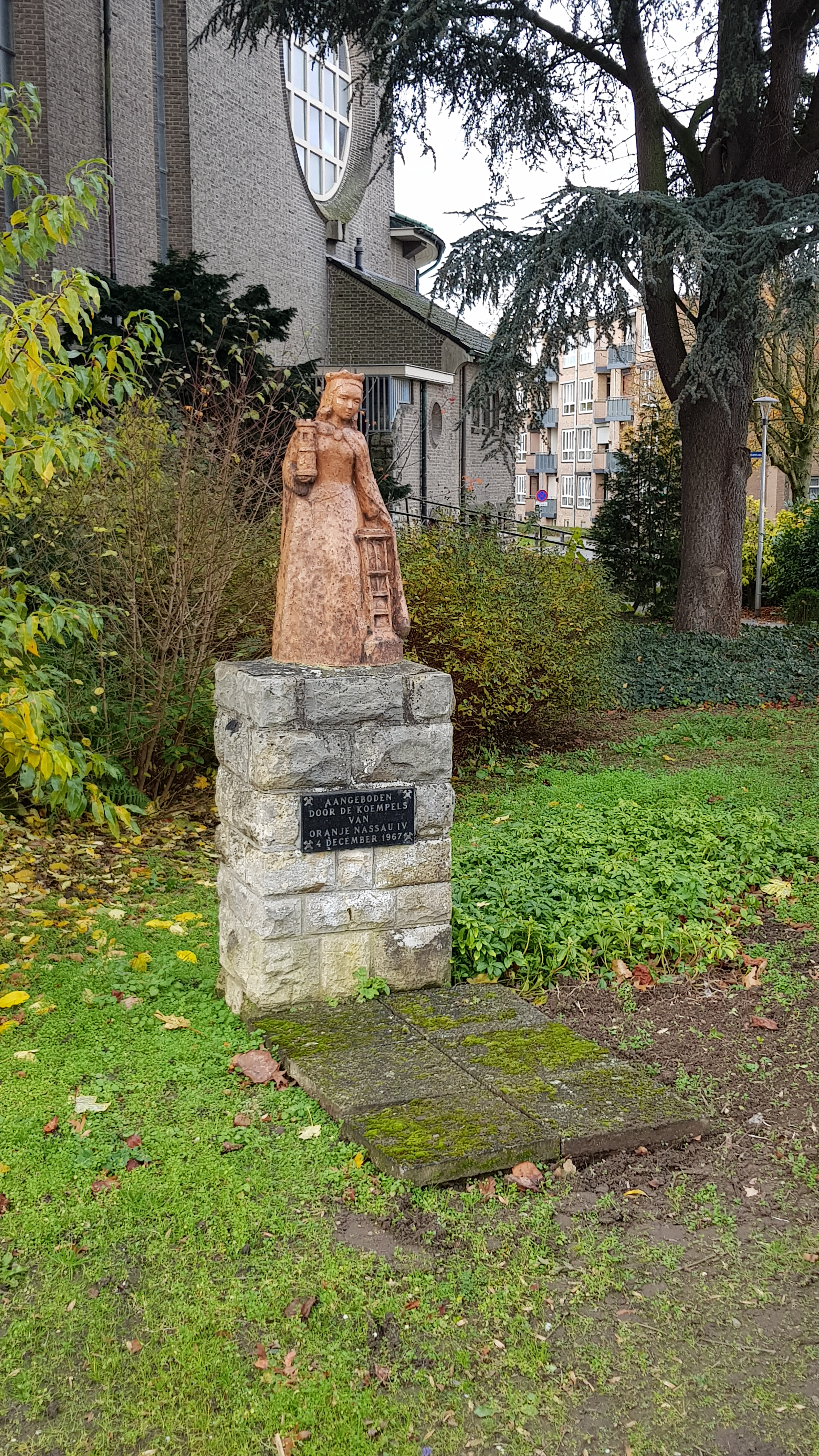
Het Sint-Barbarabeeld

Het Sint-Barbarabeeld is een standbeeld in de wijk Heksenberg in de Nederlandse gemeente Heerlen. Het beeld staat aan de Heerenweg op de hoek met de Hei-Grindelweg naast de Sint-Gerardus Majellakerk.
Het beeld is opgedragen aan de heilige Barbara van Nicomedië, de beschermheilige van mijnwerkers.

## Geschiedenis
Met de ontginning van de steenkolenlagen van het Zuid-Limburgs steenkoolbekken werden er van heide en ver mensen aangetrokken om te werken in de steenkolenmijnen die onder andere gehuisvest werden in de wijk Heksenberg.
In 1967 werd het beeld geschonken door de koempels van de Oranje-Nassau IV en werd geplaatst op het voorterrein binnen de poort aan de ingang van de mijn. Op 4 december 1967 werd het beeld onthuld.
In 1973 werd Oranje-Nassau IV gesloten en het standbeeld werd van de ingang van de mijn verplaatst naar de Sint-Gerardus Majellakerk in Heksenberg.

## Standbeeld
Het standbeeld staat op een sokkel van gemetselde blokken Kunradersteen en op de voorzijde is een plaquette aangebracht:

Aangeboden
door de koempels
van
Oranje Nassau IV
4 december 1967

Het kleine terracottakleurige beeld toont de gekroonde heilige, terwijl zij in haar rechterhand een toren vasthoudt en aan haar voeten een schachtblok van een mijnschacht staat waar ze haar mantel ter bescherming omheen slaat.